# Ahmed Samir
Ahmed Samir Mohamed, plus connu sous le nom d'Ahmed Samir, est un joueur de football égyptien né le 25 août 1994 en Égypte. Il évolue actuellement au club de Tala'ea El Geish. Il remporte la Coupe d'Afrique des moins de 20 ans 2013 avec l'Égypte.

## Biographie

### En sélection
Il honore sa première sélection en équipe d'Égypte le 14 août 2013, lors d'un match amical face à l'Ouganda. L'Égypte remporte le match sur le score de 3-0. 
Il inscrit son premier but en équipe nationale le 2 octobre 2013.

## Palmarès
- Égypte -20 ans
  - Vainqueur de la Coupe d'Afrique des nations juniors en 2013
- Championnat d'Egypte
  - Vainqueur en 2015